# الحوسبة المستوحاة من الحيوية
الحوسبة المستوحاة من الاحياء (للاختصار حوسبة حيوية) هو مجال دراسي يسعى إلى حل مشاكل علم الحاسوب باستخدام نماذج بيولوجية. مرتبطة باتصالية، سلوك اجتماعي وتولد. في علم الحاسوب، يرتبط حوسبة مستوحاة من الاحياء بالذكاء الاصطناعي وتعلم الالي. حوسبة مستوحاة من الاحياء هي مجموعة فرعية رئيسية من العمليات الحسابية الطبيعية.

## مجالات البحث
بعض من مجالات الدراسية في الحوسبة الحيوية، ونظيراتها البيولوجية:
| عناوين الحوسبة مستوحاة من الاحياء | الايحاء البيولوجي                                                             |
| --------------------------------- | ----------------------------------------------------------------------------- |
| خوارزميات وراثية                  | تطور                                                                          |
| تنبؤ التحلل الحيوي                | تحلل حيوي                                                                     |
| أتمتة خلوية                       | حياة                                                                          |
| تولد                              | نمل، أرضة، نحل، دبور                                                          |
| الشبكة العصبية                    | دماغ                                                                          |
| حياة اصطناعية                     | حياة                                                                          |
| جهاز المناعة الاصطناعي            | جهاز مناعي                                                                    |
| استخلاص (حوسبة)                   | تزيين وتصنيع جلود الحيوانات وريش الطيور وأصداف الرخويات والمستعمرات البكتيرية |
| أنظمة ليندنماير                   | الهياكل النباتية                                                              |
| شبكة اتصالات وبروتوكول (اتصالات)  | علم الأوبئة                                                                   |
| اجهزة الحاسوب الغشائية            | غشاء خلوي عمليات الجزيئية في خلية                                             |
| وسط منفعل                         | حرائق الغابات، الموجة المكسيكية، تسرع القلب، محور عصبي                        |
| شبكة استشعار لاسلكية              | حاسة                                                                          |
| نظام تصنيف التعلم                 | معرفة، تطور                                                                   |

## الذكاء الاصطناعي
الحوسبة المستوحاة من الاحياء يمكن تمييزها عن الذكاء الاصطناعي التقليدي من خلال التعلم الالي أو تعلم الحاسوب. الحوسبة المستوحاة من الاحياء تستخدم التطور، بينما الذكاء الاصطناعي التقليدي يستخدم ما يسملى بالخلقية. تبدأالحوسبة المستوحاة من الاحساء بمجموعة بسيطة من القواعد وكائنات بسيطة التي تلتزم بالقواعد. مع الوقت تلك الكائنات السيطة تتطور ضمن قيود ببسيطة. هذه الطريقة يمكن اعتبارها بتصميم أعلى أسفل وأسفل أعلى أو لامركزية (إدارة). في الذكاء الاصطناعي التقليدي غالبا ما تتم برمجة الذكاء من الأعلى: المبرمج هو الخالق، ويصنع شيئًا ويضفي عليه ذكاءه.

### مثال حشرة افتراضية
يمكن استخدام الحوسبة المستوحاة من الاحياء لتدريب حشرة افتراضية. هذه الحشرة تدرب لتنقل في منطقة غير معروفة بحثا عن الطعام مجهزة بستة قواعد بسيطة:
- انعطف يمينًا للهدف والعائق يسارًا
- انعطف يسارًا للهدف والعائق على اليمين
- انعطف يسارًا للهدف-يسار-عقبة-يمين
- انعطف يمينًا للهدف-يمين-عقبة-يسار
- انعطف يسارا لهدف اليسار من دون عقبة
- انعطف يمينًا لليمين الهدف من بدون عقبة.

يتم التحكم بالحشرة الافتراضية عن طريق شبكة عصبية مدربة حيث تستطيع البحث عن الطعام بعد التدرب في منطقة غير معروفة. بعد عدة اجيال من تطبيق القواعد غالبا ما تظهر بعضا من اشكال السلوك المعقد. التعقيد يبني على التعقيد إلى ان نحصل في النهاية على شيء معقد للغاية، وفي الغالب يكون غير بديهي تمامًا مما يُتوقع أن تنتج عنه القواعد الأصلية(اقرا نظام معقد). من اجل هذا السبب في شبكة عصبونية اصطناعية، من الضروري وضع نموذج دقيق لشبكة في الجسم الحي، عن طريق الجمع المباشر لمعاملات «الضوضاء» التي يمكن استخدامها لتحسين الاستدلال والاستقراء الإحصائي مع زيادة تعقيد النظام.
يعتبر التطور الطبيعي تشبيهًا جيدًا لهذه الطريقة - قواعد التطور (اصطفاء طبيعي، إعادة التركيب الجيني / التكاثر، طفرة
و مؤخرًا جين قافز ) هي من حيث المبدأ قواعد بسيطة، ومع ذلك فقد أنتجت على مدى ملايين السنين كائنات حية معقدة بصورة ملحوظة. يتم استخدام تقنية مماثلة في خوارزميات وراثية.

## الروابط الخارجية
- Nature Inspired Computing and Engineering (NICE) Group, University of Surrey, UK
- ALife Project in Sussex
- Biologically Inspired Computation for Chemical Sensing Neurochem Project
- AND Corporation
- Centre of Excellence for Research in Computational Intelligence and Applications Birmingham, UK
- BiSNET: Biologically-inspired architecture for Sensor NETworks
- BiSNET/e: A Cognitive Sensor Networking Architecture with Evolutionary Multiobjective Optimization
- Biologically inspired neural networks
- NCRA UCD, Dublin Ireland
- The PUPS/P3 Organic Computing Environment for Linux
- SymbioticSphere: A Biologically-inspired Architecture for Scalable, Adaptive and Survivable Network Systems
- The runner-root algorithm
- Bio-inspired Wireless Networking Team (BioNet)
- Biologically Inspired Intelligence
- https://en.wikipedia.org/wiki/Bio-inspired_computing